# Elaeocarpus eymae
Elaeocarpus eymae är en tvåhjärtbladig växtart som beskrevs av M.J.E. Coode. Elaeocarpus eymae ingår i släktet Elaeocarpus och familjen Elaeocarpaceae. Inga underarter finns listade i Catalogue of Life.